# Gar Samuelson
Gary C. "Gar" Samuelson (ur. 18 lutego 1958 roku w Dunkirk w stanie Nowy Jork  – zm. 14 lipca 1999 roku  w Orange City w stanie Floryda), to amerykański perkusista znany z występów w grupie muzycznej Megadeth, The New Yorkers oraz Fatal Opera.  
Samuelson był wieloletnim bliskim przyjacielem gitarzysty Chrisa Polanda, który wypowiadał się o nim w słowach: He was a true friend. Everything I know about--time, rhythm and feel--I learned from Gar, so I'll always hear his voice in my music.

## Dyskografia
Megadeth
- Killing Is My Business... and Business Is Good! (1985)
- Peace Sells... But Who’s Buying? (1986)